# فلفل ژاپنی
فلفل ژاپنی، فلفل کره‌ای، سانشو (نام علمی: Zanthoxylum piperitum) نام یک گونه از زیرخانواده پرتقال‌پیچیان است.